# Tajga (miasto)
Tajga (ros) Тайга – miasto w Rosji w obwodzie kemerowskim na Syberii na szlaku kolei transsyberyjskiej.
Założone w 1898 w związku z budową kolei transsyberyjskiej, stację kolejową zbudowano już w 1896. Prawa miejskie od 1925. Ludność 24,7 tys. (2005).
Ważna stacja na trasie Transsybu, od głównego szlaku odchodzi tu linia boczna Tajga - Biały Jar idąca na Tomsk. Gospodarka miasta oparta głównie na obsłudze kolei, także fabryki przemysłu spożywczego, lekkiego i materiałów budowlanych. Filia omskiej szkoły dróg łączności. Muzeum historyczne.
Na stacji Tajga doszło u schyłku 1919 do zwycięskiej bitwy cofającej się w tylnej straży armii Kołczaka 5 Dywizji Strzelców Polskich z wojskami bolszewików. W latach 30. XX w. w Tajdze znajdował się łagier.